# Lipno (Lounyi járás)
Lipno település Csehországban, Lounyi járásban. Lipno Zálužice, Postoloprty, Jimlín, Tuchořice, Liběšice, Hřivice és Opočno településekkel határos. Lakosainak száma 573 fő (2024. január 1.).

## Népesség
A település lakosságának változását az alábbi diagram mutatja:
| Lakosok száma | 1369 | 1508 | 1558 | 992  | 604  | 494  | 499  | 506  | 565  | 573  |
|               | 1869 | 1890 | 1921 | 1950 | 1980 | 2001 | 2017 | 2019 | 2022 | 2024 |